# Mesgrigny
Mesgrigny ist eine französische Gemeinde mit 260 Einwohnern (Stand: 1. Januar 2022) im Département Aube in der Region Grand Est. Der Ort gehört zum Arrondissement Nogent-sur-Seine und zum Kanton Creney-près-Troyes. Zudem ist die Gemeinde Teil des 2017 gegründeten Gemeindeverbands Seine et Aube.

## Geographie
Mesgrigny liegt etwa 23 Kilometer nordwestlich von Troyes.
Nachbargemeinden sind Châtres im Norden und Westen, Méry-sur-Seine im Norden und Nordosten, Vallant-Saint-Georges im Süden und Osten sowie Orvilliers-Saint-Julien im Südwesten.

## Bevölkerungsentwicklung
| Jahr                       | 1793 | 1800 | 1856 | 1906 | 1962 | 1968 | 1975 | 1982 | 1990 | 1999 | 2006 | 2011 | 2016 |
| Einwohner                  | 52   | 55   | 133  | 143  | 165  | 184  | 132  | 188  | 225  | 214  | 229  | 279  | 301  |
| Quellen: Cassini und INSEE |      |      |      |      |      |      |      |      |      |      |      |      |      |

## Sehenswürdigkeiten
- Kirche Saint-Thibaud aus dem 19. Jahrhundert

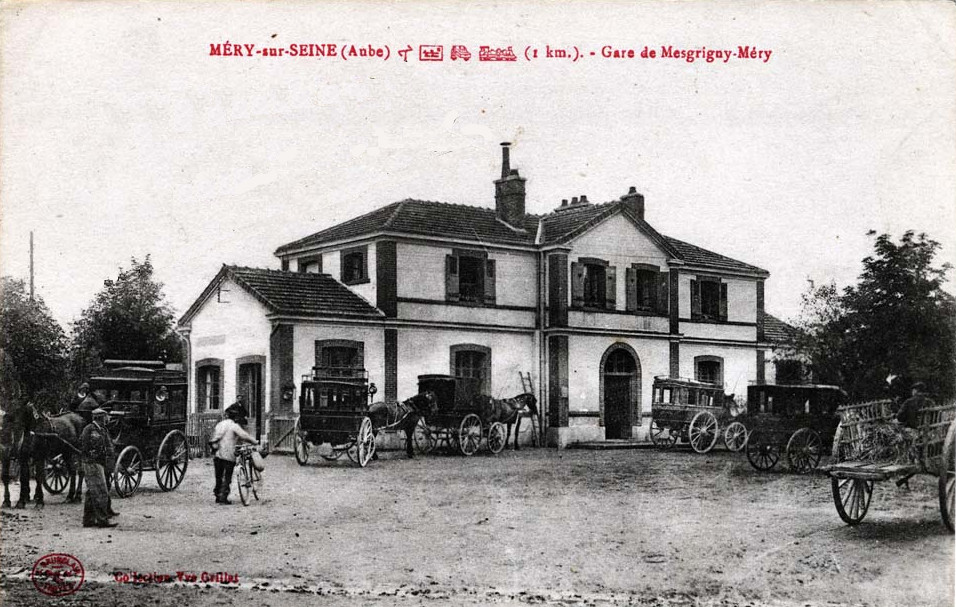
Alte Postkarte des Bahnhofes Mesgrigny-Méry